# لينارت موسر
لينارت موسر (بالألمانية: Lennart Moser) هو لاعب كرة قدم ألماني في مركز حراسة المرمى، ولد في 6 ديسمبر 1999 في برلين في ألمانيا. لعب مع إنيرجي كوتبوس.

## وصلات خارجية
- لينارت موسر على موقع قاعدة بيانات كرة القدم.إي يو (الإنجليزية)
- لينارت موسر على موقع Soccerway.com (الإنجليزية)
- لينارت موسر على موقع عالم كرة القدم.نت (الإنجليزية)